# كافيم
كافيم (بالعبرية: קַוִּים كَڤِيمْ، وتعني: خطوط) هي شركة نقل عام إسرائيلية تأسست في عام 2000 ومقرها في حولون. توفر كافيم خطوط نقل عام شرقي منطقة غوش دان في مدن مثل كريات أونو، وبتاح تكفا، وأور يهودا، وجفعاتايم وغيرها. في فبراير 2005 توسعت شمالًا لتشمل خدمتها مدنًا مثل العفولة وبيت شان والناصرة. في عام 2006 خططت كافيم لمساراتٍ جديدة في بتاح تكفا وروش هاعين. تم نقل العديد من مسارات كافيم الحالية من شركة حافلات دان. في عام 2011 تم دمج شركة حافلات عيليت مع كافيم. في عام 2012 فازت كافيم بمناقصة كتلة حشمونائيم والتي تشمل مدنًا مثل الرملة واللد وموديعين، ومناقصةٌ أُخرى لتشغيل مجموعة من الخطوط الإقليمية في منطقة نتانيا–الخضيرة. وبدأت الخدمة في الكتلتين في عام 2013. في عام 2015 تم نقل خطوط كافيم في العفولة إلى شركة حافلات سوبر باص. في عام 2017 فازت كافيم بمناقصة وادي إيلاه وبيتار عيليت وهُناك عدد قليل من مسارات تشغلها شركة سوبر باص في منطقة بيت شيمش. وفقًا لصحيفة يديعوت أحرونوت تمتلك كافيم أسطولًا مكون من 300 حافلة وقوة عاملة تصل إلى 450 شخص.

## عدد الركاب حسب القطاع

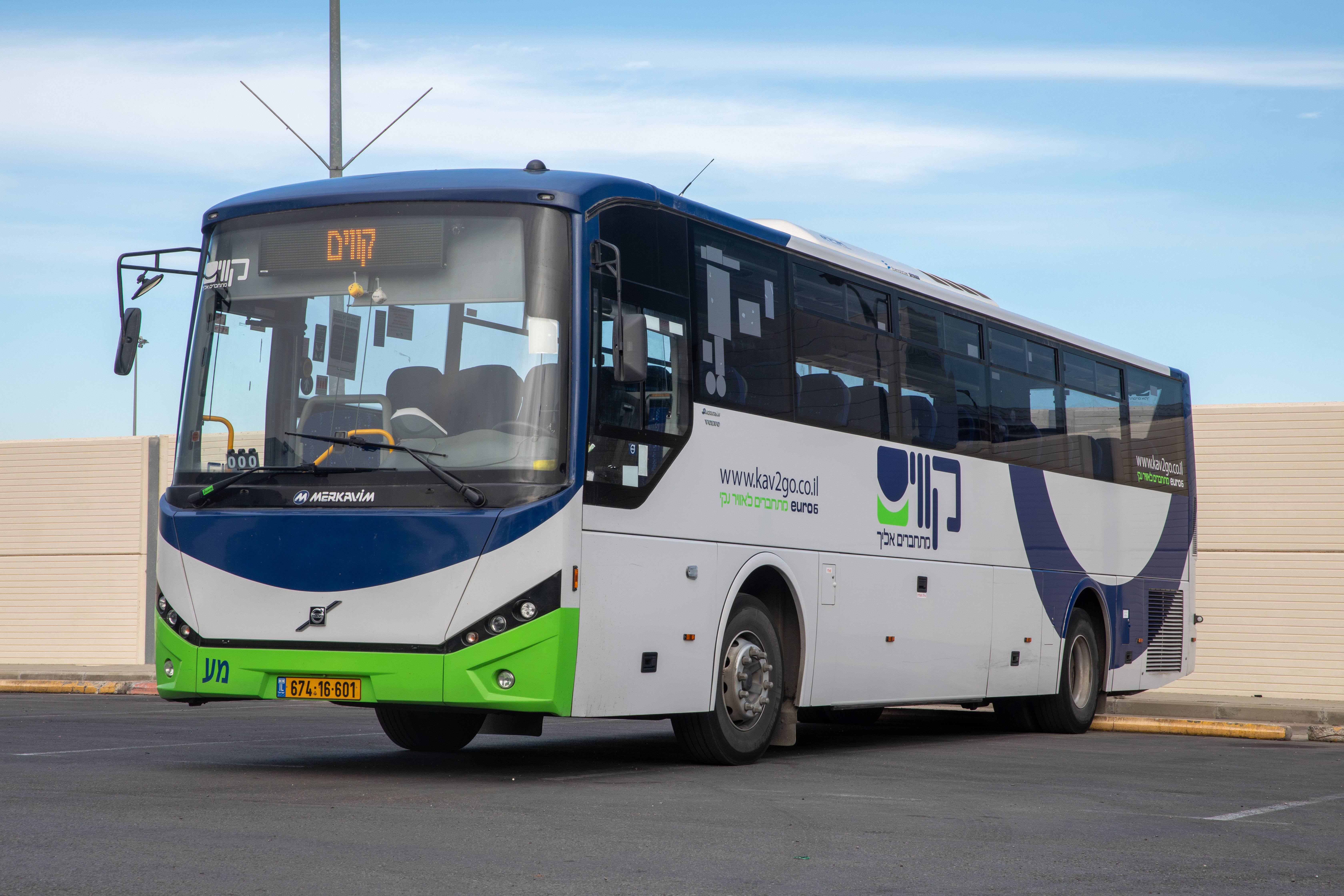
حافلة تابعة لشركة كافيم.

يُبين الجدول التالي عدد الركاب حسب القطاع لعام 2017.
| القطاع              | عدد الركاب (بالملايين) |
| ------------------- | ---------------------- |
| اللد–الرملة–موديعين | 34.1                   |
| وادي أونو وإلعاد    | 23.5                   |
| بيتار عيليت         | 18.5                   |
| الخضيرة–نتانيا      | 11.1                   |

## انتقادات
كثيرًا ما تعرضت خدمات كافيم لانتقاداتٍ خاصةً في بتاح تكفا. في أبريل 2008 اقترح آفي بلوستين –أحد أعضاء البلدية– تشكيل لجنة تتفقد عمل كافيم داخل المدينة. وردت كافيم أن بلوستين «يضر بسمعتها الطيبة لاعتبارات سياسية».
في عام 2008 تم القبض على سائق يعمل في شركة كافيم بتهمة الاتجار بالمخدرات على طول المسار الذي يعمل به. وصرحت كافيم ردًا على ذلك أن هذا لا يعكس الشركة أو سائقيها.
في 6 أكتوبر 2010 خرجت 30 حافلة تابعة لشركة كافيم عن الخدمة في العفولة، إثر مداهمة للشرطة، بسبب مخالفات شديدة تتعلق بالسلامة، مثل كسور في المقاعد والإطارات المهترئة وغيرها.